# L'assedio (programma televisivo)
L'assedio è stato un programma televisivo italiano andato in onda su Nove dal 16 ottobre 2019 all'11 novembre 2020, curato e condotto da Daria Bignardi. Il programma riprendeva il format storico de Le invasioni barbariche.

## La trasmissione
La trasmissione è un talk show-rotocalco, caratterizzata principalmente da quattro interviste a personaggi del mondo della politica, dello spettacolo e della cultura.

## Edizioni
| Edizione | Conduzione     | Messa in onda   | Messa in onda    | Episodi | Giorno di programmazione |
| Edizione | Conduzione     | Inizio          | Fine             | Episodi | Giorno di programmazione |
| -------- | -------------- | --------------- | ---------------- | ------- | ------------------------ |
| 1ª       | Daria Bignardi | 16 ottobre 2019 | 4 marzo 2020     | 12      | mercoledì                |
| Speciale | Daria Bignardi | 6 maggio 2020   | 6 maggio 2020    | 1       | mercoledì                |
| 2ª       | Daria Bignardi | 21 ottobre 2020 | 11 novembre 2020 | 4       | mercoledì                |

## Prima edizione (2019-2020)
| Puntata | Data             | Telespettatori | Share | Ospiti |
| ------- | ---------------- | -------------- | ----- | --- |
| 1       | 16 ottobre 2019  | 281.000        | 1,3%  | Giuseppe Sala, Luciana Littizzetto, Giorgia Linardi, Massimo Pericolo                                       |
| 2       | 23 ottobre 2019  | 230.000        | 1%    | Arrigo Sacchi, Alice Parisi, Bianca Berlinguer, Stefano Massini, Luca e Paolo, Ketama126                    |
| 3       | 30 ottobre 2019  | 299.000        | 1,3%  | Michela Murgia, Myss Keta, Matilda De Angelis, Speranza                                                     |
| 4       | 6 novembre 2019  | 368.000        | 1,6%  | Michela Murgia, Sigfrido Ranucci, Levante, Letizia Battaglia, Espérance Hakuzwimana Ripanti                 |
| 5       | 13 novembre 2019 | 349.000        | 1,5%  | Michela Murgia, Carlo Calenda, Gino D'Acampo, Gipi, Marracash, Annalisa Corrado                             |
| 6       | 20 novembre 2019 | 418.000        | 1,8%  | Michela Murgia, Gianrico Carofiglio, Elisabetta Franchi, Brunori Sas, Antonio Moresco                       |
| 7       | 27 novembre 2019 | 316.000        | 1,3%  | Benedetta Barzini e Beniamino Barrese, Carolina Crescentini, Massimo Recalcati, Flo, Fabio Volo             |
| 8       | 4 dicembre 2019  | 393.000        | 1,7%  | Lilli Gruber, Mattia Santori, Max Pezzali, Pietro Bartolo, Marcelo Burlon e Lucio Corsi                     |
| 9       | 12 febbraio 2020 | 353.000        | 1,5%  | Elly Schlein, Ema Stokholma, Amanda Lear, Elodie, Giuseppe Provenzano, Michela Murgia                       |
| 10      | 19 febbraio 2020 | 323.000        | 1,4%  | Elettra Lamborghini, Bugo, Giuseppe Provenzano, Roberto Burioni                                             |
| 11      | 26 febbraio 2020 | 309.000        | 1,3%  | Peter Gomez, Michela Murgia, Anna Dello Russo, Ghali, Giorgio Locatelli, Tommaso Paradiso, Andrea Grignolio |
| 12      | 4 marzo 2020     | 277.000        | 1,1%  | Alessandro Sallusti, Carlo Calenda, Valeria Parrella, Luca Bottura, Piero Pelù                              |

## SpecialeDaria Bignardi racconta Così soli
| Puntata | Data          | Telespettatori | Share |
| ------- | ------------- | -------------- | ----- |
| 1       | 6 maggio 2020 | 144.000        | 0,9%  |

## Seconda edizione (2020)
| Puntata | Data             | Telespettatori | Share | Ospiti |
| ------- | ---------------- | -------------- | ----- | --- |
| 1       | 21 ottobre 2020  | 236.000        | 1%    | Massimo Galli, Zerocalcare, Selvaggia Lucarelli, Stefano Mancuso e Giovanni Storti, Giovanni Merla, Skin, Francesco Bianconi |
| 2       | 28 ottobre 2020  | 370.000        | 1,5%  | Selvaggia Lucarelli, Mauro Corona, Benedetta Parodi, Alessandro Barbero, Daniela Lucangeli                                   |
| 3       | 4 novembre 2020  | 307.000        | 1,3%  | Selvaggia Lucarelli, Natalia Aspesi, Gabriele Corsi, Jo Squillo, Simone Moro                                                 |
| 4       | 11 novembre 2020 | 428.000        | 1,9%  | Selvaggia Lucarelli e Lorenzo Biagiarelli, Diego Passoni, Sigfrido Ranucci, Giacinto Siciliano e Roberto Saviano             |

## Musiche
La sigla è stata realizzata dalla fumettista ZUZU; la musica che la accompagna è tratta dalla canzone La guerra è finita dei Baustelle.
Dal 21 ottobre all'11 novembre 2020 le puntate hanno avuto l'accompagnamento musicale del cantautore Lucio Corsi, insieme alla sua band dal vivo composta da Antonio Cupertino, Giulio Grillo, Iacopo Nieri, Marco Ronconi, Filippo e Michelangelo Scandroglio.